# 中国国際動漫節
中国国際動漫節（ちゅうごくこくさいどうまんせつ、中: 中国国际动漫节）は、2005年から毎年4月28日から5月3日にかけて中華人民共和国の杭州市で催される動漫（アニメ・漫画）の祭典で、杭州白馬湖生態創意城を会場としている。

## 概要
中国国際動漫節は、国家広電総局と浙江省人民政府が主催しており、中国で最大のアニメ・漫画イベントとなっている。
2012年には、アメリカ合衆国、日本、イタリア、イギリスなど61の国と地域から461社の国内企業及び海外企業が参加し、延べ208万人が来場した。104億人民元に上る165件の契約がなされ、経済効果の総額は146億人民元を記録し、前回より14％増加している。このイベントは、杭州の「アニメ・漫画首都」としての振興や、カルチャー産業の発展、文化都市及び革新的都市としての開発において重要な役割を果たしている。
2014年に開催された第10回中国国際動漫節では、毛沢東、鄧小平、江沢民、胡錦濤、習近平を題材とした漫画が発表され、多くのメディアや来場者の注目を集めた。
2020年には会場付近に中国動漫博物館が完成した。

## 金猴賞
アニメーション作品を対象とした賞「金猴賞」を授与している。